# Listă de plante medicinale - O

A - Ă - Â - B - C - D - E - F - G - H - I - Î - J - K - L - M - N - O - P - Q - R - S - Ș - T - Ț - U - V - X - Y - Z
| Plantă         | Denumire latină       | Proprietăți vindecătoare |
| -------------- | --------------------- | ------------------------ |
| Obligeană      | Acorus calamus        |                          |
| Odolean        | Valeriana officinalis |                          |
| Omag           | Aconitum              |                          |
| Osul iepurelui | Ononis spinosa        |                          |